# 케플러-6

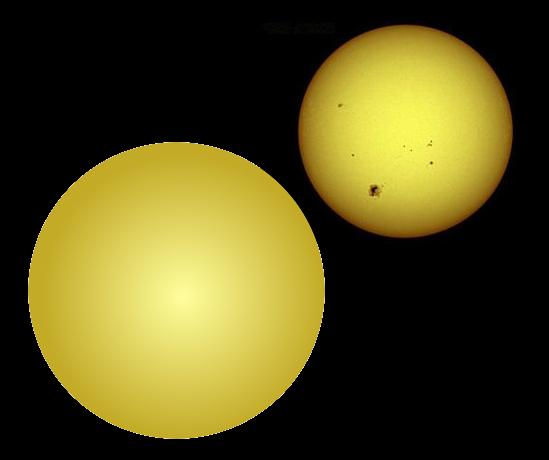

케플러-6은 지구에서 볼 때 백조자리 방향에 위치하고 있는 항성이다. 이 항성은 케플러 계획의 탐사 대상이다.

## 행성계
2010년 1월 4일 케플러-6 주위를 돌고 있는 외계 행성 케플러-6b의 존재가 공식적으로 발표되었다.
| 동반 천체 (가까운 천체순) | 질량 (MJ) | 공전주기 (일) | 공전궤도 반지름 (AU) | 이심률 |
| ------------------------- | --------- | ------------- | -------------------- | ------ |
| b                         | 0.669     | 3.2347        | 0.04567              | 0      |